# Romodanowski (Adelsgeschlecht)

Das Wappen des Hauses Romodanowski

Die Fürsten Romodanowski (russisch Ромодановский) waren ein russisches Adelsgeschlecht, das zu den Rurikiden gehörte. Sie entstammten den Fürsten von Starodub an der Kljasma, einer Seitenlinie der Großfürsten von Wladimir-Susdal. Ihren Namen führten sie ab Beginn des 16. Jahrhunderts von ihrem Herrensitz Romodanowo bei Kaluga. Sie waren ins Samtene Buch des Russischen Kaiserreiches eingetragen.
Das Haus Romodanowski brachte zahlreiche Militärs und Staatsbeamte hervor. Zu den bekanntesten gehören Grigori Grigorjewitsch Romodanowski († 1682) und Fjodor Jurjewitsch Romodanowski (1640–1717). Der letzte Vertreter des Fürstengeschlechts war Iwan Fjodorowitsch Romodanowski, der 1730 starb. Allerdings erlaubte es Kaiser Paul I. dem Senator Nikolai Iwanowitsch Ladyschenski, der mütterlicherseits zu den Romodanowskis gehörte, sich und seine Nachkommen als Romodanowski-Ladyschenski zu bezeichnen.